# Polycyrtus ferox
Polycyrtus ferox är en stekelart som först beskrevs av Cresson 1873.  Polycyrtus ferox ingår i släktet Polycyrtus och familjen brokparasitsteklar. Inga underarter finns listade i Catalogue of Life.